# الشواهل (نجرة)

تعديل مصدري - تعديل

الشواهل هي إحدى قرى عزلة الشرقى بمديرية نجرة التابعة لمحافظة حجة، بلغ تعداد سكانها 339 نسمة حسب تعداد اليمن لعام 2004.